# ريتشموند كيكرز
ريتشموند كيكرز (بالإنجليزية: Richmond Kikers)‏ هو فريق كرة قدم تأسس في ريتشموند، فرجينيا في الولايات المتحدة ويلعب في بطولة الدوري الأمريكي الدرجة الأولى.